# 广惠寺
广惠寺 （藏語：བཙན་པོ་དགའ་ལྡན་དམ་ཆོས་གློང，威利转写：btsan po dgav ldan dam chos gling），又称赞布寺（藏語：བཙན་པོ་དགོན，威利转写：btsan po dgon）、郭莽寺（藏語：སྒོ་མང་དགོན་པ，威利转写：sgo mang dgon pa）、赛科寺（藏語：གསེར་ཁོག་དགོན，威利转写：gser khog dgon），位于中国青海省大通回族土族自治县东峡镇衙门庄村，为第六批青海省文物保护单位，公布日期为1998年12月22日，类型为古建筑。
广惠寺的历史年代为清。湟北四大名寺之一(广惠寺、却藏寺、佑宁寺、夏琼寺)。